# Michel Galvin
 Michel Galvin, né le 6 septembre 1959  à Montreuil (Seine-Saint-Denis) (France), est un dessinateur de presse, illustrateur et auteur de bande dessinée français.

## Biographie
Michel Galvin est né  le 6 septembre 1959 à Montreuil (Seine-Saint-Denis). Après avoir suivi des études aux Beaux-arts de Paris, il se lance ensuite dans la peinture et la scénographie. Il travaille ensuite pour la presse (Le Monde, Libération, dont il illustre notamment la rubrique « Faits divers », Télérama, Phosphore,…) puis se tourne vers l'édition jeunesse et la bande dessinée.
Pour son ouvrage jeunesse La Vie rêvée, il est lauréat de la Pépite du livre 2014, Catégorie Album (Salon du livre et de la presse jeunesse Seine-Saint-Denis) et du Grand prix de l'illustration 2015.

## Œuvre

### Auteur et illustrateur
Livres jeunesse
- L’Étroit Cavalier, Seuil Jeunesse - 2006
- Matoumax, Seuil Jeunesse - 2007
- Jean-Luc et le caillou bleu, Seuil Jeunesse - 2008
- Le Loup et la colombe, Seuil Jeunesse, Petits contes du tapis - 2008
- C'est un monde ! Le diable expliqué aux enfants ou pourquoi papa bricole, Seuil Jeunesse - 2009
- Le Grand Trou Américain, Éditions du Rouergue  - 2012
- Le Vilo de Torticolo, éditions du Rouergue - 2013
- La Vie rêvée, éditions du Rouergue - 2014 Pépite du livre 2014, Catégorie Album (Salon du livre et de la presse jeunesse Seine-Saint-Denis)[3] - Grand prix de l'illustration 2015[4].

Bandes Dessinées
- Routine, Éditions Thierry Magnier - 2007
- Fin de chaîne, Éditions Sarbacane - 2009
- West Terne, Sarbacane - 2011

Sous le pseudonyme Wolfgang Placard
- Les Semi-Aventures des Hommes-rats, Lito - 2006
- # Monsieur Laperche
- # Monsieur Lafleur

### Illustrateur
- Bertrand Solet, En 1789, Nicolas de Montreuil, Paris, Messidor-la Farandole, 1988
- Pascal Garnier, Motus, 1989
- Pascal Garnier, Lili Bouche d'enfer , Syros, 1989
- Corinne Arbore et Pierre Mezinski, Le Jardin des gâteaux, Nathan, 1990
- Pierre Miquel, Les Grands Héros de l'histoire de France, Nathan, 1991
- Jean-Marie Barnaud, Contes et légendes de Provence, Paris, Nathan, 1998 ; rééd. 2013
- Collectif, Paroles citoyennes, recueillies et présentées par Albert Jacquard et Alix Domergue, coll. « Paroles de », Paris, Albin Michel, 2001
- Jack London, Construire un feu (To Build a Fire, 1907), Éditions L'Ampoule, 2002

## Prix et distinctions
- 2008 : (international) « Honour List »[5] de l' IBBY pour L’Étroit cavalier
- 2014 : Pépite du livre 2014, Catégorie Album[3] (Salon du livre et de la presse jeunesse Seine-Saint-Denis) pour La Vie rêvée
- 2015 : Grand prix de l'illustration 2015[4] pour La Vie rêvée